# Carlos Giménez (striptekenaar)
Carlos Giménez, (Madrid, 6 maart 1941) is een Spaanse striptekenaar.

## Biografie
Giménez werd geboren in Madrid, waar hij een groot deel van zijn jeugd doorbracht in weeshuizen. Hij leerde tekenen door strips uit de "Tebeos" (goedkope stripblaadjes) na te tekenen.
Op jonge leeftijd verdiende Giménez zijn geld al met het maken van tekeningen. Hij werd op 17-jarige leeftijd assistent van Manuel López Blanco, die hem ingehuurde voor het Ibergraf agentschap. Vanaf 1962, deelde Giménez een atelier met Esteban Maroto en Adolfo Usero, met wie hij samenwerkte aan oorlogsverhalen voor Editoria Maga en de serie Buck Jones. Na een periode gewerkt te hebben voor Selecciones Illustradas in Barcelona, lanceerde Giménez in 1963 zijn stripreeks El Gringo, een western-serie, voor Toutain, voor dezelfde uitgever werkte hij ook aan een aantal romantische strips boeken.
In de periode 1967-1968 werkte Giménez aan Delta 99, een sciencefiction serie, en maakte een aantal humoristische strips voor de Duitse markt (Tom Berry en Kiko 2000). Vervolgens begon Giménez aan de strip Dani Futuro waar hij bekend mee werd, op script van Víctor Mora. Dani Futoro verscheen bij tijdschrift Gaceta Junior, en werd in het Nederlands taalgebied gepubliceerd in het stripweekblad Kuifje (1972).
In 1975 begon Giménez de autobiografische serie Paracuellos voor het tijdschrift  Muchas Gracias . Hierin vertelde hij over zijn jeugd in Franquistische jeugdinstellingen. Deze strip kreeg nog een vervolg in Barrio, dat zich afspeelt in de jaren '50. De verhalen zijn gebaseerd op zijn eigen jeugdherinneringen, of die van zijn naasten. Giménez startte ook een serie over de eerste jaren van de democratische regering in Spanje, welke later verzameld uitgebracht werd in de albums España Una, España Grande ... en España Libre!. Samen met Alfonso Font en Adolfo Usero begon hij in 1978 aan Dossieres Mystère, een serie in het tijdschrift Pif. Zijn andere reeksen in deze periode zijn de erotische serie Ulysses voor het Duitse tijdschrift Pip, de albums Hom (een bewerking van Brian W. Aldiss's sciencefiction roman The Long Afternoon van de Aarde) en Koulau el Leproso (gebaseerd op een verhaal van Jack London).
In 1980 begon hij aan Erase una Vez el Futuro ('Once Upon a Time in the Future'), ook op basis van een Jack London verhaal voor de Spaanse editie van 1984. Voor hetzelfde tijdschrift produceerde Giménez Diarios de las estrellas, op basis van Stanislaw Lem's werk. In 1982 lanceerde Giménez de serie, Los Profesionales , waar hij de meest roem mee oogstte. Deze serie gaat over de economische achtergrond en de persoonlijke daden van mensen die in Spanje strips produceren.
In 1989 publiceerde hij het eerste deel van de reeks Historias de sexo y chapuza, 51 korte verhalen zonder vaste karakter, over seks en erotiek. Zijn latere werken omvatten Bandolero (1987); Une Enfance Eternelle (1991), beiden op script van Christian Godard), en Jonás, la isla que nunca existió(1992-2003), El Capitán Alatriste (2005) en 36-39. Malos tiempos (2007-2008). Deze laatste strip gaat over de Spaanse Burgeroorlog en is grotendeels gebaseerd op anekdotes van een oudere vriend van Giménez. Hoofdpersonage van de strip is Marcelino, een kind dat samen met zijn familie probeert te overleven tijdens de burgeroorlog. Zijn laatste werk is een biografie over de Spaanse kunstenaar  José González.
- Bibsys: 12014122
- Biblioteca Nacional de España: XX923713
- Bibliothèque nationale de France: cb119049667 (data)
- Catàleg d'autoritats de noms i títols de Catalunya: 981058517427406706
- Gemeinsame Normdatei: 138122156
- International Standard Name Identifier: 0000 0000 7979 072X
- Library of Congress Control Number: n79040723
- Nationale Bibliotheek van Letland: 000235332
- Nationale Bibliotheek van Tsjechië: mzk20211114755
- Nederlandse Thesaurus van Auteursnamen: 068980558
- Système universitaire de documentation: 026891867
- Union List of Artist Names: 500089097
- Virtual International Authority File: 88183249
- WorldCat: E39PBJgmR4HmkFbxmvhMT8vrbd